# Anacamptis olida
Anacamptis olida är en orkidéart som först beskrevs av Louis Alphonse de Brébisson, och fick sitt nu gällande namn av H.Kretzschmar, Eccarius och Helga Dietrich. Anacamptis olida ingår i släktet salepsrötter, och familjen orkidéer. Inga underarter finns listade i Catalogue of Life.